# Scalatico
Lo Scalatico (o skaliaticum o scalagium) era una tassa feudale che si pagava per lo scarico delle merci nei porti, calcolata in ragione di una certa percentuale del valore delle merci stesse.

## Origine della denominazione del tributo
Per quanto riguarda la denominazione, va precisato che lo scalo era (ed è) un luogo situato in pendenza verso il mare, dove è agevole sostare per caricare e scaricare le merci dalle navi.

Fin dai tempi dei Bizantini, skala era pertanto il nome dato ai luoghi dove era possibile effettuare lo scalo (ed era, tra l'altro, la designazione comune del molo di Costantinopoli).

Negli accordi tra gli imperatori bizantini e alcune città marinare (in particolare Pisa e Venezia, quest'ultima come porto più vicino e più comodo per l'Oriente, ossia per Costantinopoli e poi anche Bisanzio, dopo che ebbe ottenuto nel 992 dall'imperatore Basilio II la famosa Bolla d'oro che le accordava privilegi eccezionali per il suo commercio nel Levante) si trovano numerosi richiami al termine skala e skaliaticum, inteso come tributo che i commercianti pagavano per ottenere il diritto di scaricare o caricare merci nel porto di attracco.

## Origine giuridica del tributo
Lo scalaticum sostanzialmente si pone come un'evoluzione dell'antica imposta doganale romana, il cd. portorium, percepito per il trasporto di merci in un determinato porto.

Difatti, lo stesso nome portorium evoca il termine portus, proprio per indicare il tributo riscosso nei porti all'arrivo delle merci trasportate per via marittima.

In realtà, il portorium comprendeva tre diverse imposte (i diritti doganali per il passaggio di merci attraverso la frontiera dell'impero romano, i diritti per l'introduzione di merci dentro i confini delle città, e i diritti di pedaggio o pedatico per il transito di merci sulle strade).

## Pressione fiscale dovuta alloscalatico
I Romani non stabilirono mai una tariffa generale per il portorium, ed anzi spesso lo riscuotevano in maniera forfettaria, con possibilità di abusi da parte degli esattori.

Invece, i Longobardi (che per primi introdussero lo scalaticum in quanto tale) fissarono in un certo senso la base imponibile: doveva stabilirsi il valore (e talora il peso) complessivo delle merci, in base al quale poi veniva calcolato il tributo.

## Diffusione del tributo
Anche in altre realtà europee si ritrovano alcuni termini la cui radice deriva in modo evidente da scalatico:
- in alcuni documenti risalenti a Genova città marinara, si menziona scaia e scarius come sinonimi di scalaticum;
- in lingua araba, il termine diventa kallâ, iskâla o isqâla:
- a Barcellona si parla di scharum:
- a Marsiglia, scalaticum diventa scare;
- in Italia si trova menzionato il termine squero (inteso come molo);
- nella Francia del V secolo abbiamo caium;
- in Inghilterra, scaliaticum compare come scavagium, forse come derivazione da sceawian da "to show", mostrare (la merce?).

## Ilprivilegiumdi Trani
Con un privilegium datato 28 aprile 1215, Federico II esonerò la città di Trani dal pagamento delle tasse di scalaggio (scalatico) e ancoraggio.

Con questa franchigia, l'imperatore voleva rafforzare l'egemonia marittima della città e potenziare la sua posizione strategica.